# Aleks Petkow
Aleks Milenow Petkow (bulgarisch Алекс Миленов Петков, wiss. Transliteration Aleks Milenov Petkov; * 25. Juli 1999 in Sofia) ist ein bulgarischer Fußballspieler.

## Karriere

### Verein
Nachdem Petkow in seiner Jugend erst für PFC Cherno More Varna gespielt hatte, zog es ihn im Sommer 2016 mit 16 Jahren nach Schottland zu Heart of Midlothian, wo er in der U20 spielte. Im Januar 2018 folgte seine erste Leihe zu den Berwick Rangers, wo er in der League Two erstmals zum Einsatz kam. Diese Leihe endete im April, anschließend ging Petkow in den Kader der B-Mannschaft von Hearts über. Zur Saison 2019/20 folgte eine weitere Leihe zum FC Clyde, wo er die Hinrunde verbrachte und einige Startelfeinsätze in der League One sammelte. Für die Rückrunde wurde Petkow  an Brechin City verliehen. Ohne einen einzigen Ligaeinsatz für Hearts verließ er im September 2020 Schottland und kehrte in sein Heimatland zurück. Dort kam Petkow  bei Lewski Sofia unter und war für das Team bis März 2021 aktiv, danach wechselte er zu Arda Kardschali, wo er teilweise Mannschaftskapitän war. Seit der Spielzeit 2023/24 steht Petkow  in Polen bei Śląsk Wrocław unter Vertrag, wo er auf Anhieb Stammspieler wurde.

### Nationalmannschaft
Nachdem er für die bulgarische U19 einen Einsatz hatte, absolvierte Petkow für die U21 einige Freundschaftsspieleinsätze und nahm an der Qualifikation für die Europameisterschaft 2021 teil.
Sein Debüt im Trikot der A-Nationalmannschaft gab Petkow am 26. März 2022 bei der 1:2-Freundschaftsspielniederlage gegen Katar, wo er zur 68. Minute für Petko Hristov eingewechselt wurde. Im Jahr 2023 folgten  weitere Einsätze bei Freundschafts- und Qualifikationsspielen zur Europameisterschaft 2024. Hierbei verschuldete Petkow ein Eigentor bei einer Heimpartie gegen Ungarn, in welcher er in der 97. Minute das endgültige 2:2 verursachte.